# Synthesizer (album)
Synthesizer è il quinto album in studio del gruppo musicale statunitense Information Society, pubblicato il 1º settembre 2007 in edizione limitata e dal 9 ottobre successivo pubblicato ufficialmente.

## Tracce
1. Baby Just Wants – 5:16
2. Back In The Day – 4:49
3. I Like The Way You Werk It – 4:41
4. Run Away – 3:46
5. Free – 4:12
6. I Love It When... – 4:47
7. More To This – 3:53
8. Somnambulistic – 4:53
9. Burning Bridges – 5:56
10. Can't Get Enough – 3:37
11. This Way Tonight – 4:15
12. Synthesizer – 5:27
13. The Seeds Of Pain – 4:41

### Edizione brasiliana
1. Baby Just Wants – 5:16
2. Back In The Day – 4:49
3. I Like The Way You Werk It – 4:41
4. Run Away – 3:46
5. Free – 4:12
6. I Love It When... – 4:47
7. More To This – 3:53
8. Somnambulistic – 4:53
9. Burning Bridges – 5:56
10. Can't Get Enough – 3:37
11. This Way Tonight – 4:15
12. The Seeds Of Pain – 4:41
13. Synthesizer – 5:27
14. Back In The Day (Maxpop Remix)
15. Runaway 2008 (Maxpop Remix)